# Crassicauda giliakiana
Crassicauda giliakiana is een rondwormensoort uit de familie van de Tetrameridae. De wetenschappelijke naam van de soort is voor het eerst geldig gepubliceerd in 1934 door Skrjabin & Andreeva.